# Robson Junior
Robson de Souza Junior (Santos, 17 de dezembro de 2007), conhecido como Robinho Jr, Robson Junior ou Juninho, é um futebolista profissional brasileiro que atua como meia-atacante. Atualmente atua pelo Santos.

## Carreira
Robson Jr foi promovido ao elenco sub-17 do Santos para a temporada de 2023,  mas só começou a atuar regularmente pelo time no ano seguinte. Em 9 de agosto de 2024, assinou seu primeiro contrato profissional com o clube, com cláusula de rescisão de € 50 milhões.
Ele foi campeão pelo time sub-17 do Santos no Campeonato Paulista de Futebol Sub-17 em 2024, marcando nove gols e sendo o artilheiro do time na competição junto com Lucca Amaro. Em 2025, foi promovido ao sub-20, e disputou a Copa São Paulo de Futebol Júnior .
Em 19 de fevereiro de 2025, foi inscrito no elenco principal do Campeonato Paulista de 2025. No dia 9 de julho, logo após ser inscrito no Brasileirão de 2025, ele recebeu a camisa 7 do time principal, camisa que marcou a trajetória do pai no clube.

## Vida pessoal
Filho do ex-jogador Robinho, Robson Junior nasceu em Santos, São Paulo, enquanto seu pai atuava pelo Real Madrid. Robson ingressou nas categorias de base do Santos em maio de 2022, aos 14 anos, e assinou seu primeiro contrato de formação com o clube no mês seguinte.
Devido à prisão do pai, Robson Jr prefere viver a vida pessoal com extrema discrição, sem muitas aparições ou atividades nas redes sociais. Recebeu apoio psicológico do Santos FC durante o processo contra o pai, mas mantém com ele um bom relacionamento, disputando algumas partidas vestindo uma camisa em sua homenagem. Ele também é um fã declarado de Neymar, além de professar a fé cristã .

## Honras
Santos U17
- Campeonato Paulista de Futebol Sub-17: 2024